# Михалків (Коломийський район)
Миха́лків — село в Україні, у Коршівській сільській громаді Коломийського району Івано-Франківської області.

## Розташування
Поблизу села знаходиться Михалківський ліс та бере свій початок річка Чорнява.
Сусідні населені пункти:

## Історія
Перша писемна згадка про село у 1463 році.
Після кривавого захоплення Галичини в 1919 році польська адміністрація почала заселення мазурами — на 23.10.1921 було розселено 33 родини (173 особи), яким надано 290 моргів поля і 55 моргів лісу.

## Церква
Церква Покрови Пресвятої Богородиці збудована 1852 року. Була філіальною парафіяльної церкви в сусідньому Жукотині.
У серпні 1961 року церква була зачинена радянською окупаційною владою.
26 лютого 1991 року відбулось урочисте відкриття церкви.
18 червня 2015 року на парафіяльних зборах церковної громади Покрови Пресвятої Богородиці жителі Михалкова проголосували за вихід із підпорядкування УПЦ МП та перехід в юрисдикцію УПЦ КП.